# Рионегро
Рионегро (исп. Rionegro) — город и муниципалитет в Колумбии, в субрегионе Восточная Антьокия в составе департамента Антьокия.

## История
Считается, что первым европейцем побывавшим в районе современного города был испанский лейтенант Альваро де Мендоса, действовавший под командованием фельдмаршала Хорхе Робредо. Позднее дон Хуан Даса, из знатного рода, завладел этой землёй и 8 ноября 1581 года, совершив ритуал (вонзив меч в землю, что означало основание поселения), приступил к строительству будущего города. В Рионегро стекались поселенцы со всей Колумбии, в том числе и из тогдашней столицы провинции Санта-Фе-де-Антиокия. В результате к первой половине XVII века Рионегро представлял из себя уже город. Росту значения города придавала также построенный в 1642 году Собор святого Николая Великого Рионегро, который придавал Рионегро более независимый в религиозном отношении статус.
Город соревновался с Санта-Фе-де-Антиокия на право быть столицей Антьокии, пока Медельин не обогнал их обоих в своём развитии.

## Географическое положение

Муниципалитет Рионегро

Город расположен в субрегионе Восточная Антьокия в центральной части департамента, в центральной части горной цепи Анд, на достаточно близком расстоянии к юго-востоку от столицы департамента Медельина. Абсолютная высота — 2 125 метров над уровнем моря.

Площадь муниципалитета составляет 196 км².

## Население
По данным Национального административного департамента статистики Колумбии, совокупная численность населения города и муниципалитета в 2012 году составляла 114 299 человека.
Динамика численности населения города по годам:
| 2005    | 2006    | 2007    | 2008    | 2009    | 2010    | 2011    | 2012    |
| ------- | ------- | ------- | ------- | ------- | ------- | ------- | ------- |
| 100 502 | 102 483 | 104 453 | 106 404 | 108 356 | 110 329 | 112 304 | 114 299 |

Согласно данным переписи 2005 года мужчины составляли 48,6 % от населения города, женщины — соответственно 51,4 %. В расовом отношении белые и метисы составляли 98,9 % от населения города; негры — 1,1 %.
Уровень грамотности среди населения старше 5 лет составлял 94,3 %.

## Экономика и транспорт
Из-за своего выгодного стратегического расположения Рионегро быстро стал самым важным торговым центром в субрегионе Восточная Антьокия. Его экономика в основном базируется на промышленности всех видов: пищевой, текстильной, химической, производстве бумаги и торговле. Всё это позволяет поддерживать в городе один из самых высоких уровней жизни в Колумбии.
На территории муниципалитета расположен международный аэропорт Медельин Кордова, обслуживающий город Медельин.

## Интересные факты
В Рионегро родился  колумбийский наркобарон и политический деятель Па́бло Эми́лио Эскоба́р Гави́рия